# Sappemeer
Sappemeer (Gronings: Sapmeer, vroeger ook Sapmeer) is een plaats en tevens een voormalig meer in provincie Groningen in Nederland. Het is tevens de naam van de voormalige gemeente die in 1949 is opgegaan in de gemeente Hoogezand-Sappemeer. Sinds 1 januari 2018 behoort Sappemeer tot de gemeente Midden-Groningen.

## Geschiedenis

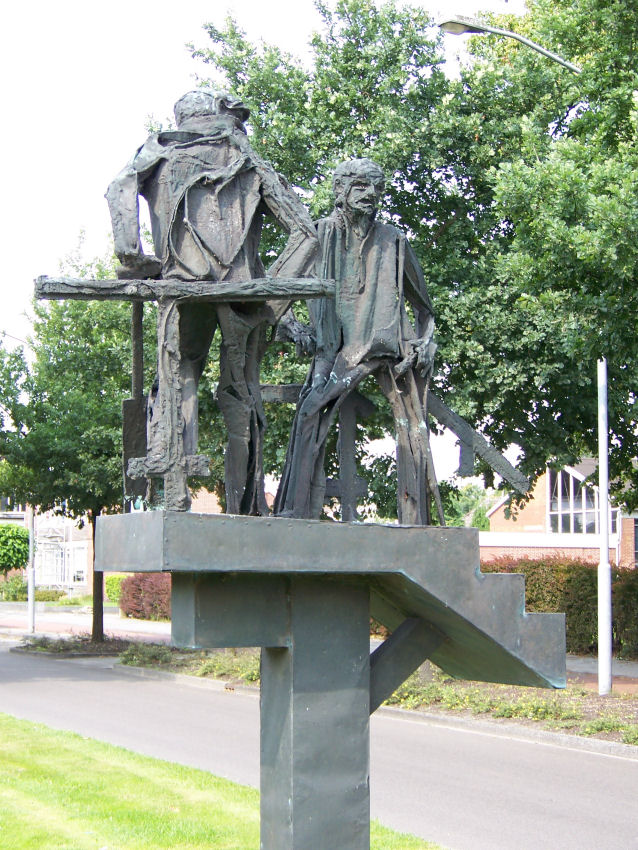
Het beeld Veengravers van Hans Mes herinnert aan de veenarbeiders in Sappemeer.

De stad Groningen werd in 1613 eigenaar van een nog onontgonnen veengebied ten oosten van de stad, dat de provincie acht jaar daarvoor van de Utrechtse of Rheense Compagnie had verpacht. Om dit gebied in cultuur te brengen werd vanaf 1618 het Winschoterdiep gegraven. Tegelijkertijd werden het Sappemeer en Kleine Meer (Kleine Sapmeer) drooggelegd. Het dorp is in 1621 ontstaan, toen zich er enkele verveners vestigden en werd vernoemd naar het drooggelegde Sap(pe)meer. In 1631 sloot het stadsbestuur van Groningen een contract met de Friese vervener Feijthije Ottens, die de ontginning van het Sappemeer en het Kleinemeer ter hand nam. Sappemeer werd het eerste centrum in de Veenkoloniën.
Sappemeer was oorspronkelijk als dorp (niet als gemeente) dan ook groter dan het naastgelegen Hoogezand. De gemeente Sappemeer telde bij de oprichting in 1795 2.077 inwoners (tegen 4.044 voor Hoogezand), hetgeen in 1859 was doorgegroeid tot 3.475, in 1899 tot 6.117 en in 1947 tot 7.224. Toen zich in Hoogezand in de 19e eeuw industrie ging vestigen, groeide het tot aan Sappemeer. In 1949 werden beide dorpen samengevoegd tot één gemeente, waarbij Hoogezand inmiddels de dominante plaats was geworden.

## Geografie en geologie

### Indeling
Tot het kerspel Sappemeer behoorden oorspronkelijk de buurtschappen en gehuchten Achterdiep, Heerenlaan, Jagerswijk, Kleinemeer, Winkelhoek, Borgercompagnie (gedeeltelijk), Tripscompagnie (gedeeltelijk) en Spitsbergen (gedeeltelijk). Het dorp Sappemeer bestaat tegenwoordig uit de wijken en buurten Margrietpark, Sappemeer-Oost, Boswijck-West en -Oost, Compagniesterpark, De Vosholen-West en -Oost (met Kleinemeer), Nieuw Woelwijck, Polder de Nijverheid en Sappemeer-Noord (met het Achterdiep en Jagerswijk). Alleen de laatste wijk heeft afzonderlijke plaatsnaamborden.
Op het grondgebied van Sappemeer lagen de voormalige waterschappen Kleinemeer (1775), Overwater (1793), Jagerswijk, Spitsbergen en Kostverloren (1793), Borgercompagnie-Westkant (1835), De Nijverheid of Oostkant Kleinemeer (1857), De Winkelhoeken (voor 1934) en De Waker (1962).
Sappemeer ligt pal naast het aardgasveld van Slochteren, van waaruit aardgas wordt gewonnen. Het laatste decennium doen zich geregeld aardbevingen voor in het polderrijke gebied. Deze aardbevingen zouden een oorzaak voor de vele schademeldingen aan gebouwen kunnen zijn.

## Cultuur

### Bezienswaardigheden
- Koepelkerk uit 1653-1655 met achtkantige koepel
- Welgelegen, een veenborg uit 1655
- Ontmoetingskerk uit 1910
- een schuurkerk (de doopsgezinde kerk) uit 1846
- Buitenlust, een veenkoloniale boerenhoeve uit 1858
- voormalige Rijks-HBS uit 1868
- Sint-Willibrorduskerk uit 1873
- Historische Scheepswerf Wolthuis
- Voormalige moutwijnfabriek uit 1839 aan de Noorderstraat.

## Verkeer en vervoer
In Sappemeer lag tot 13 december 2020 het treinstation Sappemeer Oost, aan de spoorverbinding van Bad Nieuweschans en Veendam naar Groningen. Op het station stopte op doordeweekse dagen vier keer per uur een trein richting Groningen en twee keer per uur een trein naar zowel Bad Nieuweschans als Veendam. Dit station werd opgeheven zodat er ruimte vrijkwam voor de sneltrein Groningen - Winschoten.
Buurtbus 515 rijdt sinds december 2019 een ringlijn die begint en eindigt bij het medisch centrum van Hoogezand. Deze ringlijn gaat via Sappemeer.
Voorheen reden onder andere ook de lijnen 44, 74, 79 en 174 door Sappemeer. Die lijnen werden opgeheven toen de parallelle spoorlijn vaker werd bediend.

## Sport
Sappemeer heeft een voetbalvereniging, genaamd VV HSC en bijgenaamd de zwarte kraaien.
Sappemeer heeft een tennisvereniging genaamd LTC NOHN

## Geboren in Sappemeer
- Abraham Martinus Sorg (1738-1825), architect
- Cornelis Star Busmann (1800-1858), jurist en politicus
- Tunnijs Venema (1813-1899), burgemeester
- Charlotte Jacobs (1847-1916), eerste apothekeres in Nederland en Nederlands-Indië
- Aletta Jacobs (1854-1929), eerste vrouwelijke arts in Nederland en activiste voor vrouwenkiesrecht, naar wie een straat in Sappemeer en een scholengemeenschap in Hoogezand-Sappemeer zijn vernoemd
- Jan Vroom sr. (1855-1923), tuin- en landschapsarchitect
- Tammo Sijtse Bakker (1861-1893), burgemeester
- Frits Rijkens (1889-1998), was de oudste levende man van Nederland
- George Hofmann (1890-1957), zanger van Duo Hofmann
- Lambertus Hendrik de Langen (1900-1993), ingenieur en hoogleraar
- Jo Vegter (1906-1982), architect
- Henk Vos (1943-1999), lid van de Tweede Kamer
- Jos Stokkel (1960), dammer
- Anita Loorbach (1964), oud-langebaanschaatsster
- Erwin de Vries (1971), zanger
- Marianne Timmer (1974), voormalig schaatsster met 21 Nederlandse titels en drie gouden medailles op de Olympische Spelen
- Maaike Vos (1985), shorttrackster
- Keziah Veendorp (1997), voetballer
- Kian Slor (2002), voetballer